# Juntoku
L'empereur Juntoku (順徳天皇, Juntoku Tennō), 22 octobre 1197 – 7 octobre 1242) était le 84e empereur du Japon, selon l'ordre traditionnel de la succession, et a régné du 12 décembre 1210 au 13 mai 1221. Son nom personnel était Morinari (守成).

## Généalogie
Juntoku était le troisième fils de l'empereur Go-Toba. Sa mère était Fujiwara no Chōshi (Shumeimon In), la fille de Fujiwara no Norisue.
Impératrice et Consorts :
- Fujiwara no Ryushi (Ritsuko) °1192 †1247; fille de Fujiwara (Kujo) no Yoshitsune; impératrice ; titrée Higashiichijo In en 1222 ; dont il eut :
  - seconde fille : Princesse Taiko
  - quatrième fils : Prince Kanenari °1217 (empereur Chūkyō)

- Fille de Fujiwara no Sayaki, dont il eut :
  - cinquième fils : Prince Tadanari

- Fille de Fujiwara Norimitsu, dont il eut :
  - sixième fils : Prince Zento
  - septième fils : Prince Hikohito †1298 ; prend le nom Minamoto

## Biographie

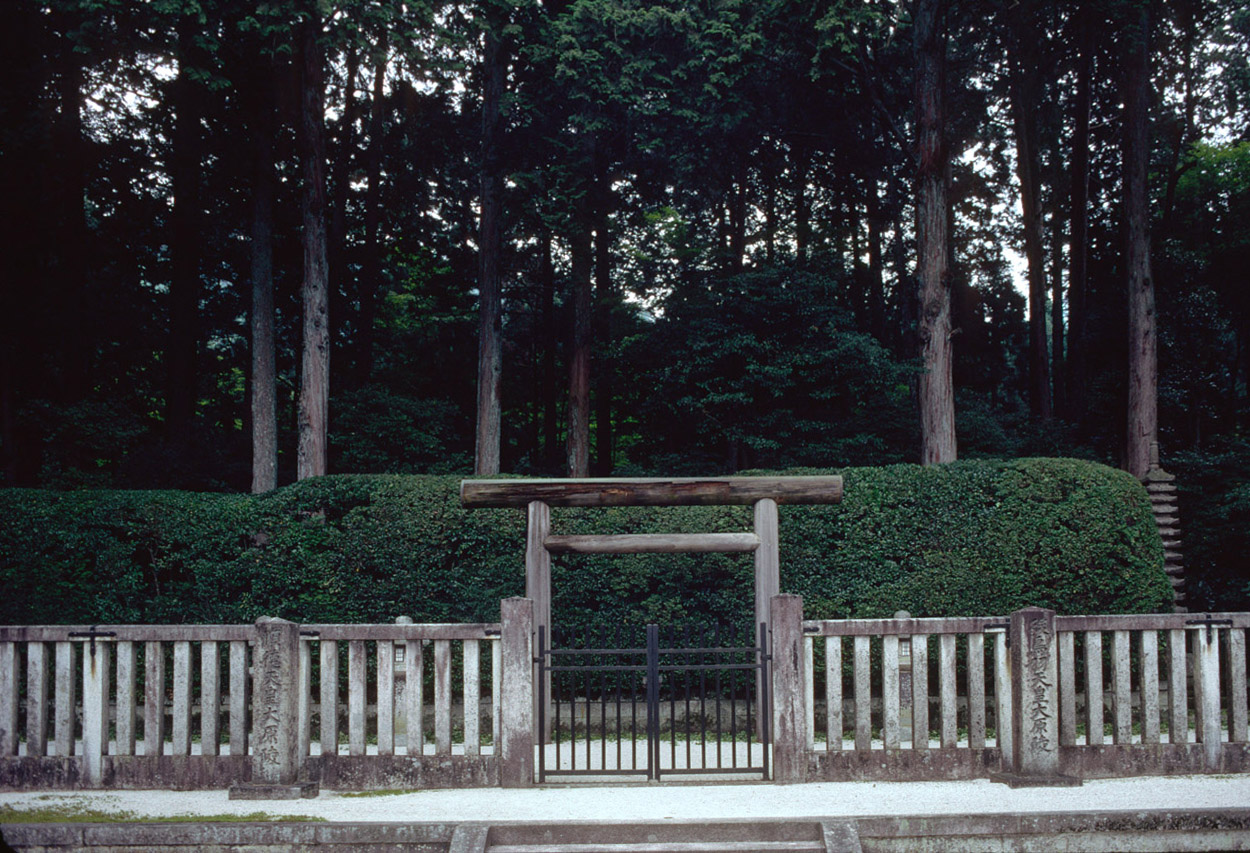
Tombe des empereurs Go-Toba et Juntoku, à Kyōto.

Morinari devient prince héritier en 1200, puis empereur en 1210 après que son père l'empereur retiré Go-Toba ait forcé son frère Tsuchimikado à abdiquer. Juntoku, contrairement au doux Tsuchimikado, est doté d'un caractère violent.
À l'époque, le vrai pouvoir sur le Japon est exercé par le shogunat de Kamakura. En 1221, Go-Toba le force à abdiquer pour participer à sa tentative de rébellion contre le shogunat connue sous le nom de révolte de Jōkyū. Après cela, Juntoku est exilé dans l'île de Sado jusqu'à sa mort en 1242, ce qui lui vaut le nom posthume de Sado-no-in (佐渡院). Il est enterré au mausolée de Mano Goryo sur la côte ouest de Sado.

## Littérature
L'un de ses poèmes de 31 syllabes sera choisi par Fujiwara no Teika, le centième et dernier dans la très populaire anthologie Hyakunin Isshu.

## Èresde son règne
- Ère Jōgen
- Ère Kenryaku
- Ère Kenpō
- Ère Jōkyū